# Dinajpur
Pronunciação
Dinajpur é uma cidade do Bangladesh, capital da subdivisão administrativa com o mesmo nome.
População da divisão administrativa de Dinajpur: 127.815 habitantes.